# Trei scrisori secrete
Trei scrisori secrete este un film românesc din 1974 regizat de Virgil Calotescu. Rolurile principale au fost interpretate de actorii Cornel Coman, Mircea Albulescu, Nucu Păunescu și Violeta Andrei.

## Distribuție
Distribuția filmului este alcătuită din:
- Cornel Coman — Nistor Dîrdea, secretarul Comitetului Județean al PCR
- Mircea Albulescu — ing. Paul Obreja, directorul general adjunct al șantierului naval
- Nucu Păunescu — tov. Vasilescu, secretarul comitetului de partid al șantierului naval
- Violeta Andrei — tov. Maria, președinta comitetului sindical
- Toma Caragiu — maistrul Grigore Daraban, membru în comitetul oamenilor muncii
- Margareta Pogonat — Veronica, soția maistrului Ion Moruzan
- Lazăr Vrabie — maistrul Vasile Crețu, secretarul org. de partid pe secție, fratele Veronicăi
- Irina Gărdescu — tehniciana automatist Lucia, amanta ing. Obreja
- Emanoil Petruț — maistrul Panțîru din secția de asamblare
- Marcel Anghelescu — maistrul Bocancea
- Grigore Gonța — muncitorul Calomfir
- Hamdi Cerchez — funcționarul Froicu, fost militar
- Alexandru Virgil Platon — muncitorul Radu din secția de asamblare
- Réka Nagy — soția lui Obreja
- Victoria Dobre-Timonu
- Dumitru Dimitrie
- Petre Tanasievici
- Mariana Calotescu
- Constantin Dinischiotu — muncitor (menționat Constantin Demischiotu)
- Constantin Florescu
- Costin Prișcoveanu
- Gheorghe Novac
- Sorin Balaban
- Ion Anghel — muncitor

## Primire
Filmul a fost vizionat de 1.433.665 de spectatori în cinematografele din România, după cum atestă o situație a numărului de spectatori înregistrat de filmele românești de la data premierei și până la data de 31 decembrie 2014 alcătuită de Centrul Național al Cinematografiei.